# Rallye des Vins-Mâcon
Le Rallye des Vins-Mâcon est un rallye automobile créé en 1984, se déroulant aux alentours de la ville de Mâcon.

## Histoire
Lors de sa création, en 1984, il s'agit d'un rallye national. Malgré une édition 1989 en tant que rallye international, ce rallye reste dans cette catégorie jusqu'en 1994, faisant partie du championnat de France 2e division. 
En 1998, le Rallye des Vins-Mâcon devient un rallye de Coupe de France 1re division. Néanmoins, en 2003, alors que le championnat de France des rallyes est divisé en deux, avec un championnat de France des rallyes Super 1600 et un championnat de France des rallyes asphalte, le Rallye des Vins-Mâcon accède pour la première fois au championnat de France des rallyes.
En 2011, la FFSA annonce que le Rallye de France – Grand National disparaît du calendrier au profit du Rallye des Vins-Mâcon, qui rétrograde de nouveau en 2014.
L'épreuve est aussi comptabilisée en championnat du Luxembourg.
Christophe Vaison a remporté le rallye à huit reprises.

## Palmarès
Palmarès du Rallye des Vins-Mâcon:
| Année | Pilote                   | Copilote              | Voiture            | Commentaires                                                                      |
| ----- | ------------------------ | --------------------- | ------------------ | --------------------------------------------------------------------------------- |
| 2000  | Pascal Ippoliti          | Christophe Clevenot   | Subaru Impreza WRX |                                                                                   |
| 2001  | Jean-Marie Cuoq          | Pascal Duffour        | Peugeot 306 Maxi   |                                                                                   |
| 2002  | Christophe Vaison        | Frédéric Dezire       | Peugeot 306 Maxi   |                                                                                   |
| 2003  | Alexandre Bengué         | Caroline Escudero     | Peugeot 206 WRC    |                                                                                   |
| 2004  | Christophe Vaison        | Frédéric Dezire       | Peugeot 206 WRC    |                                                                                   |
| 2005  | Christophe Vaison        | Carole Gambin         | Peugeot 306 Maxi   |                                                                                   |
| 2006  | Christophe Vaison        | Frédéric Dezire       | Peugeot 306 Maxi   |                                                                                   |
| 2007  | Jean-Paul Grohens        | Éric Treik            | Peugeot 206 WRC    |                                                                                   |
| 2008  | Christophe Vaison        | Frédéric Dezire       | Peugeot 206 WRC    |                                                                                   |
| 2009  | Yves Pezzutti            | Corinne Murcia        | Peugeot 306 Maxi   |                                                                                   |
| 2010  | Christophe Vaison        | Rodolphe Konig        | Peugeot 306 Maxi   |                                                                                   |
| 2011  | Yves Pezzutti            | Corinne Murcia        | Peugeot 306 Maxi   |                                                                                   |
| 2012  | Dany Snobeck             | Gilles Mondésir       | Citroën C4 WRC     |                                                                                   |
| 2013  | Julien Maurin            | Nicolas Klinger       | Ford Fiesta WRC    |                                                                                   |
| 2014  | Christophe Vaison        | Franck Le Floch       | Porsche 997 Cup    |                                                                                   |
| 2015  | Gilles Nantet            | Corinne Murcia        | Porsche 997 Cup    |                                                                                   |
| 2016  | Kévin Despinasse         | Isabelle Sicard       | Škoda Fabia S2000  |                                                                                   |
| 2017  | Jean-Charles Beaubelique | Gaëtan Parade         | Citroën DS3 WRC    |                                                                                   |
| 2018  | David Salanon            | Julien Rebut          | Ford Fiesta WRC    |                                                                                   |
| 2019  | Laurent Lecki            | Jeremy Lamur          | Skoda Fabia R5     |                                                                                   |
| 2022  | Denis Millet             | Romain Blondeau-Toiny | Volkswagen Polo R5 | Le pilote Francois Wenger décède lors d'une sortie de route sur la spéciale n°10. |
| 2023  | Jeremi Ancian            | Michel Di Lullo       | Volkswagen Polo R5 |                                                                                   |